# Kalisz (település)

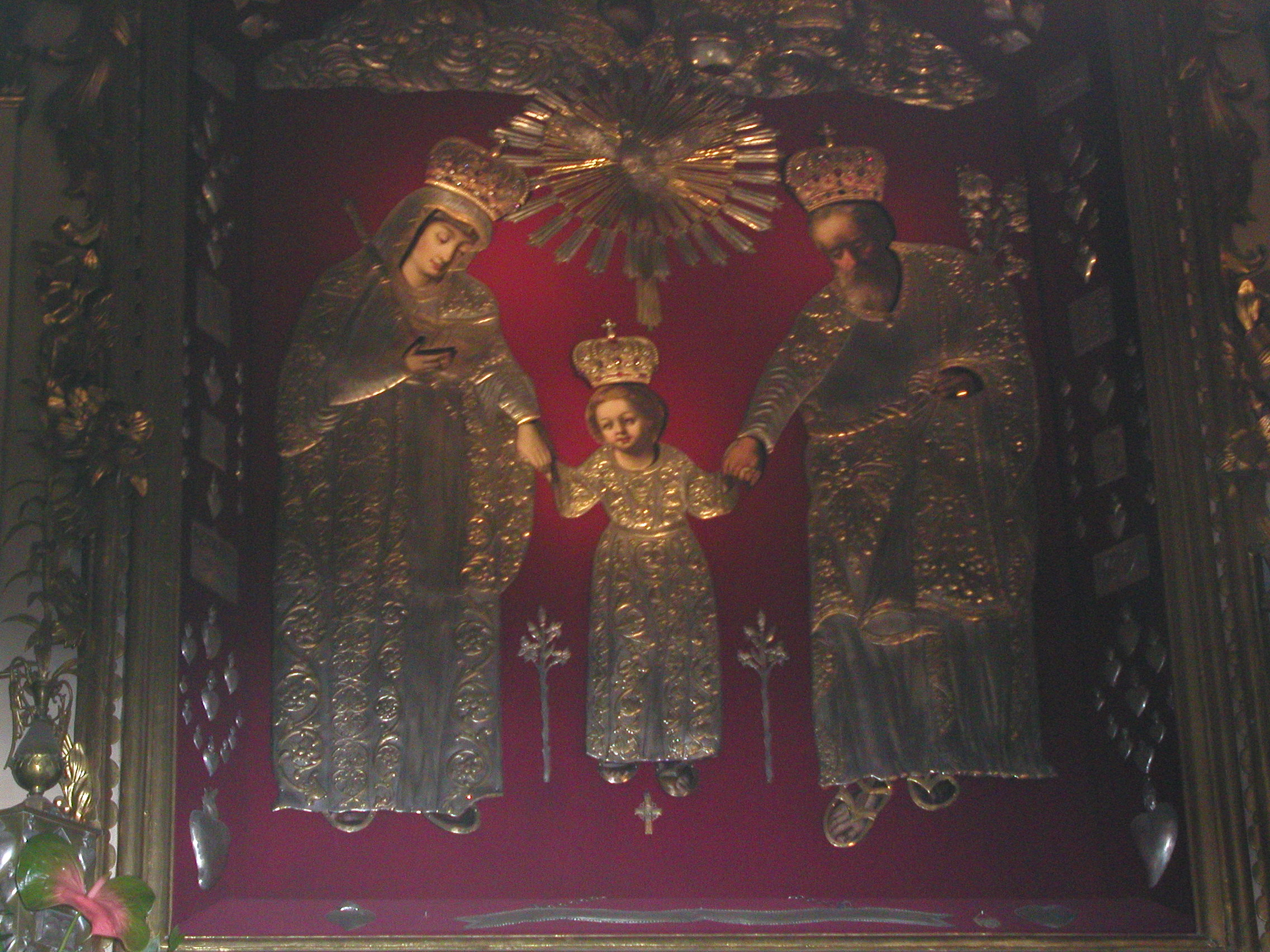
A szent család csodatévő képe a Szent József templomban

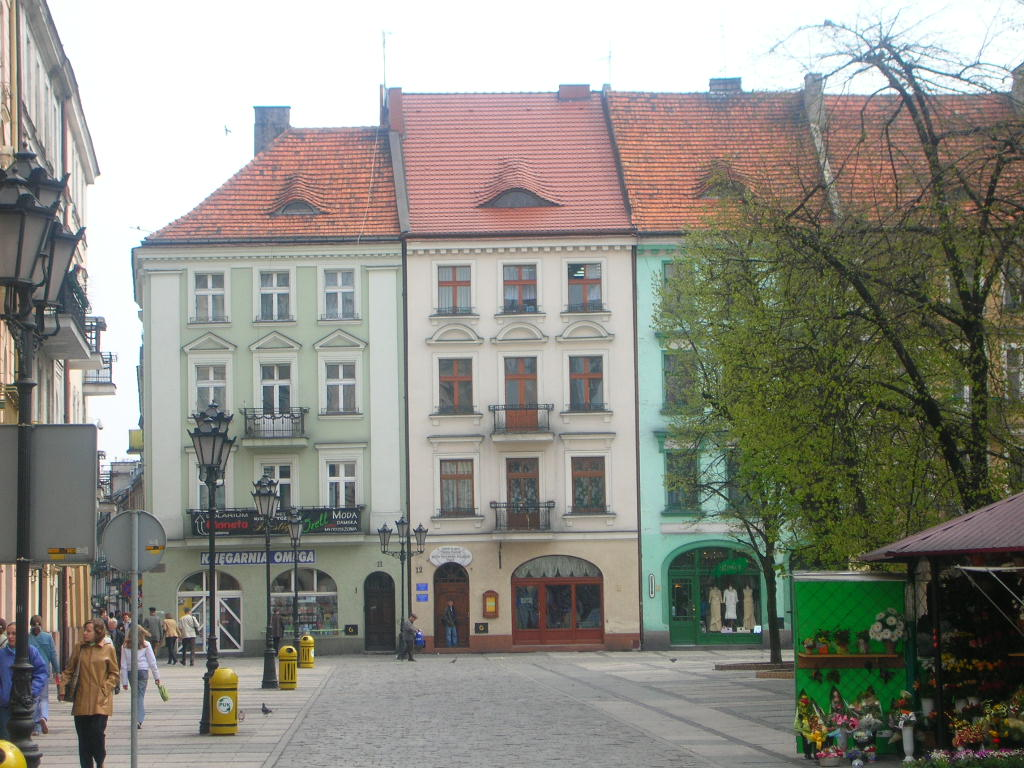
Polgárházak a piactéren

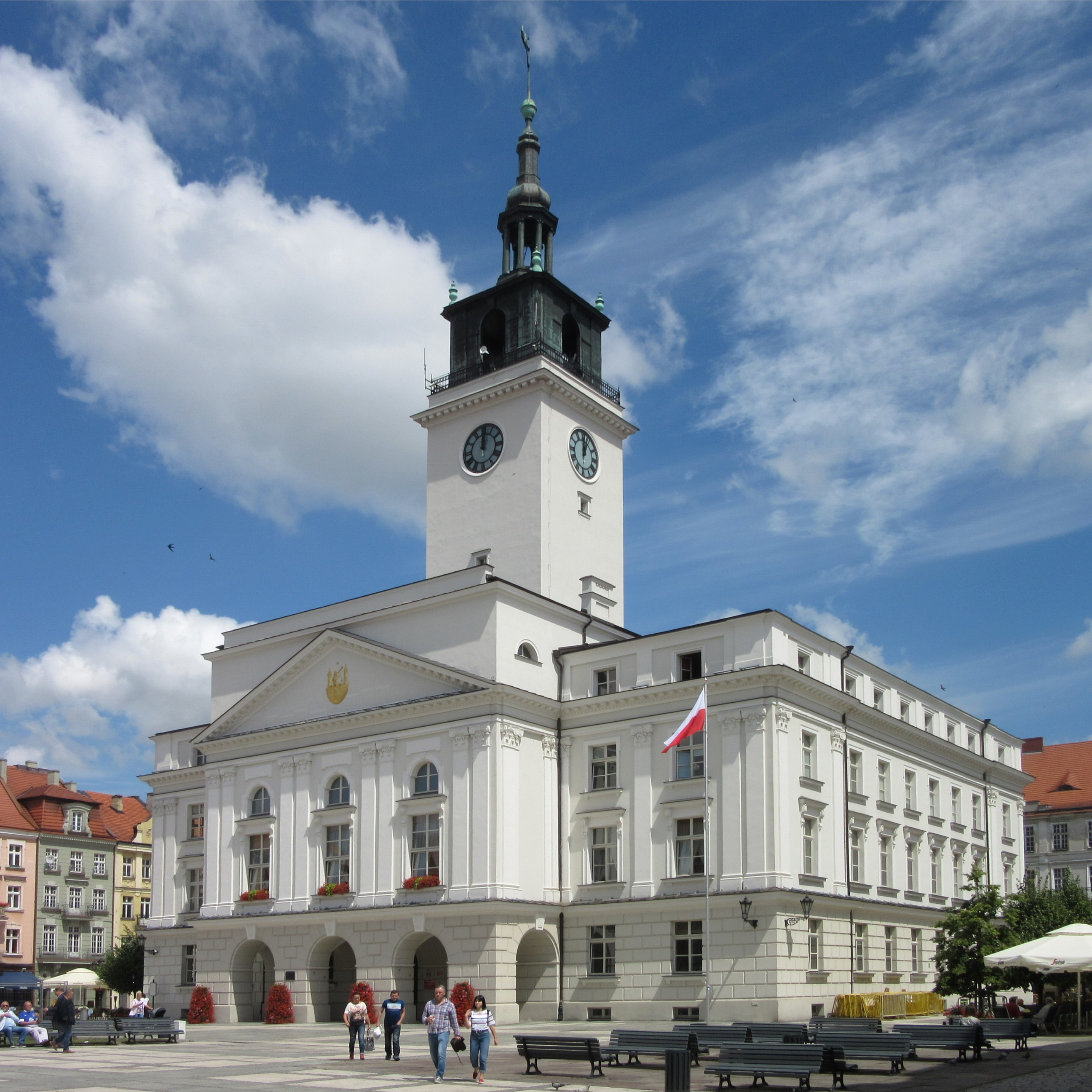
Városháza

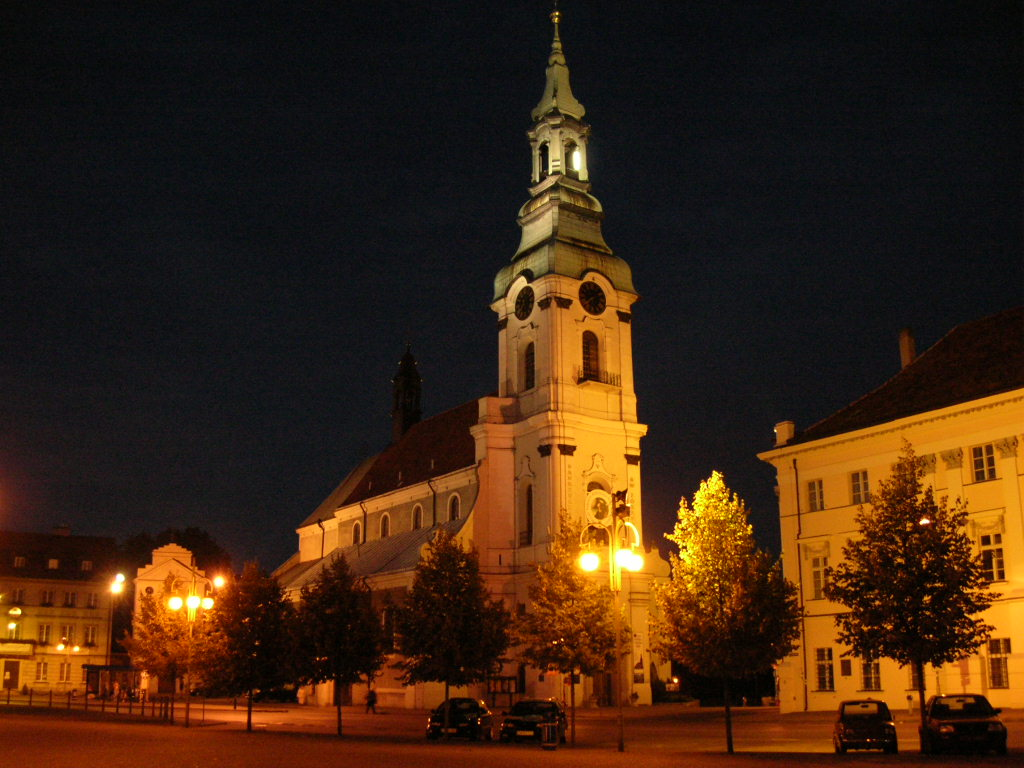
Szent József templom éjszaka

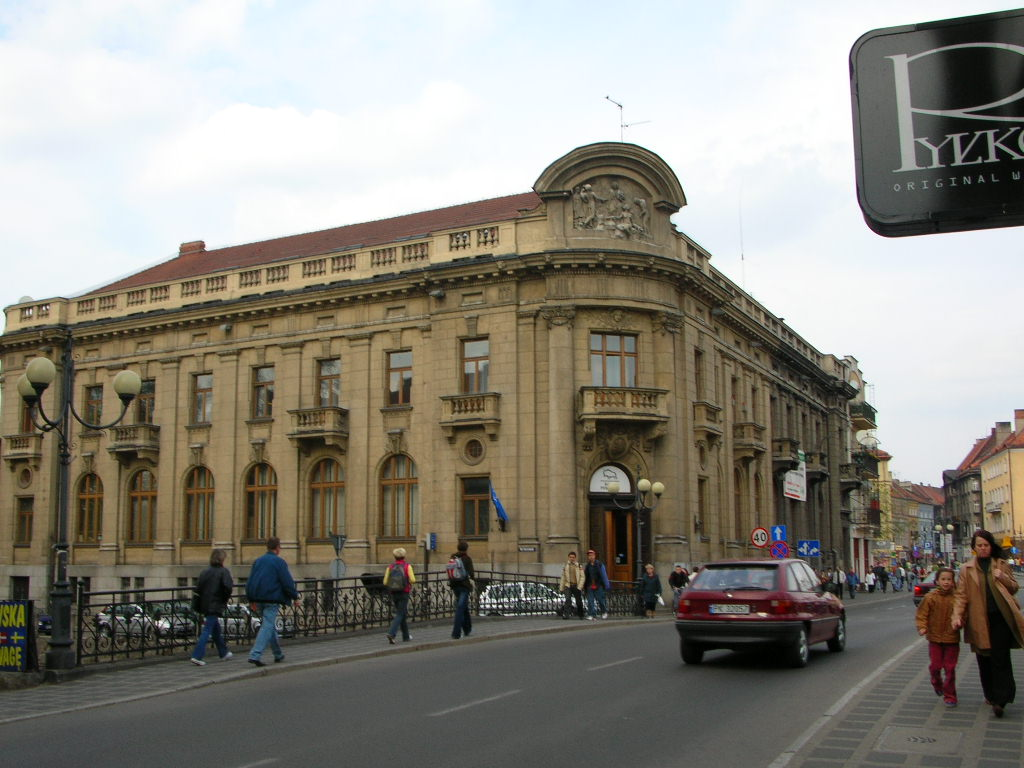
Bank a Śródmiejska utcában

Kalisz (latinul Calisia, németül Kalisch) város Lengyelországban a Nagy-lengyelországi vajdaságban a Prosna folyó partján. 1975–1998 között a Kaliszi vajdaság székhelye volt, jelenleg a Kaliszi járás székhelye.

## Története
A sok római importból származó lelet arra utal, hogy Kalisz környéke fontos központ volt a Borostyánúton. Ez és Kalisz középkori nevének hasonlósága az ókori Calisiához, melyet a 2. században az alexandriai Ptolemaiosz említett, vezetett ahhoz, hogy néhány történész a két helységet azonosította.
Megerődített várkapitánysági település a 9. századtól. A név a Nagy-Lengyelországban használt régi kał szóból ered, mely mocsarat, vizes területet jelent. Magdeburgi mintájú városi privilégiumokat Kalisz kétszer kapott 1253–1260 között. A 13. században önálló fejedelemség fővárosa. Az újkorban vajdasági székhely, a posztókészítés és a bútorkészítés, majd a 19. században a fonóipar központja. Tudományos és egyházi központ. A közelben telepedett le a Csehországból emigrált cseh testvérek protestáns közössége. 1800-tól megszakítás nélkül működik a Wojciech Bogusławski által alapított színház. A 19. század elején a gazdasági reformokért küzdő Kaliszi politikai párt székhelye.
1914. szeptember 7-én és 22-én, az első világháború idején a várost csaknem teljesen lerombolták a Hermann Preusker őrnagy parancsnoksága alatt tevékenykedő német csapatok először tüzérségi tűzzel, majd a város felgyújtásával. A Wiatraczny-dombon 80 polgári személyt meggyilkoltak (800 túszt megtizedeltek). A háborút követően a varsói Kárbecslő Bizottság a várost ért veszteségeket 25 millió aranyrubelre értékelte. Kalisz tragédiáját Maria Dąbrowska írta le az Éjjelek és nappalok című regényében.

### Kaliszi kalendárium
- 10. század – a megerősített város feltételezett újjáépítése,
- 1106 – Ferdeszájú Boleszláv uralja a várost,
- 1136 – Kalisz várispán székhelye,
- 1139 – zsidók letelepedése Kaliszban
- 1190 – a kaliszi várat a fejedelemség fővárosának ismerik el,
- kb. 1257 – Jámbor Boleszláv(wd), Nagy-Lengyekország fejedelme sziléziai városi jogokat ad Kalisznak,
- 1264 – a kaliszi statútum kibocsájtása a lengyelországi zsidók védelmében
- 1282 – II. Przemysł megerősíti a városi jogokat,
- 1314 – I. Lokietek Ulászló a várost vajdasági központtá nevezi ki,
- 1343 – III. Nagy Kázmér a Német Lovagrenddel békét köt Kaliszban,
- 1426 – felépül a városháza magas tornyával,
- 1574 – Stanisław Karnkowski prímás Kaliszba hívja a jezsuitákat,
- 1584 – jezsuita kollégium létesül,
- 1792 – hatalmas tűzvész csaknem az egész várost elpusztította, többek között a városházát és a várat is,
- 1793–1806 – Lengyelország második felosztása: Dél-Poroszország fővárosa,
- 1801 – színház építése, melyben Wojciech Bogusławski játszott,
- 1806–1813 – Kalisz a Varsói Hercegség tartományi székhelye,
- 1815–1914 – a város a Kaliszi vajdaság székhelye, majd a Lengyel Királyságban kormányzósági központ (az orosz uralom alatt), a 19. század végétől a könnyűipar gyors fejlődése,
- 1902 – a Varsó–Kalisz-vasútvonal megnyitása,
- 1914 – a német hadsereg ágyúzza, majd felgyújtja a várost, a 68 ezer fős lakosságból mindössze 5 ezer marad,
- 1918–1939 – Kalisz járási központ, 1939-ben 89 ezer lakossal,
- 1925 – az új városháza megnyitása, a város újjáépítése,
- 1939–1945 – hitleri megszállás, a zsidó lakosság (kb. 30 ezer ember) megsemmisítése, a tömeges megtorlás és kilakoltatás a népességet 43 ezer főre fogyasztja,
- 1945–1975 – Kalisz újra járási székhely,
- 1975–1998 – Kalisz a Kaliszi vajdaság székhelye
- 1991 – a város ünnepéül június 11-ét jelölik meg (annak emlékére, hogy ezen a napon erősítette meg II. Przemysł a városi privilégiumokat),
- 1992 – kaliszi egyházmegye alapítása,
- 1997 – II. János Pál pápa látogatása a városban,
- 1999 – Kalisz a közigazgatási reform után a Kaliszi járás székhelye lett,

## Műemlékek
Szakrális építészet
- Szent Miklós-katedrális
- ferences rendi kolostorépületek:
  - Szent Szaniszló püspök temploma 1257-ből, gótikus, barokk tetővel
  - gótikus kápolna
  - 14. századbeli kolostor, jelenleg barokk
  - a kolostor falai, a városfal részlete, részben gótikus
- benedek rendi kolostorépületek:
  - vizitációs templom 1607-ből reneszánsz, rokokó falfestéssel
  - 1622-ben épült barokk kolostor
  - a templom mellett temető 18. századi falakkal, a francia katonák emlékoszlopa (1813).
  - Kolostorkapu, barokk
  - barokk harangtorony
- jezsuita helyőrségi templom (1595), barokk
- Mária mennybemenetele társaskáptalan templom eredetileg gótikus, ma barokk bazilika (1353):
  - gótikus szárnyasoltár (1500)
  - rokokó mellékoltárok
  - plébánia épület (1818), klasszicista
- kolostor (1673):
  - Szent József templom, barokk, rokokó berendezéssel, valamint a szent család csodatévő képével
  - katonák kápolnája
  - barokk kolostor rokokó faajtókkal
  - temető a templom körül barokk kápolnával
- Lateráni kanonokok kolostora (1448.) gótikus
- Szent Adalbert temploma, mely már a 11. században állt, fából épült, barokk oltárral

Temetők
- temetők a Rogatkán:
  - katolikus temető (1807)
  - evangélikus temető 17. század
- ortodox temető (1787)
- új zsidó temető

Középületek
- volt jezsuita kollégium (1582), klasszicizáló átépítés a 19. század második feléből, jelenleg a poznańi vajdasági hivatal kihelyezett irodája
- Városháza, neoklasszikus
- volt tribunátus (1824), klasszicista
- wrocławi sorompó (1822), klasszicista
- volt vajdasági iskola (1819), klasszicista
- idősek háza (1855)
- Wojciech Bogusławski színház

Erődítések
- 14. századi városfalak:
  - Dorotka bástya

Laktanyák
- - Godebski iskola laktanyája a 19. század elejéről, klasszicista
  - laktanya (1842), klasszicista
  - kadét épület:
  - díszszemle csarnok (1825)

Börtön
- börtön a Tyńecen

Ipari épületek
- Repphan gyár (1817), volt benedekrendi kolostor, klasszicista stílusban átépítve,
- Repphan posztógyára (1817), volt városi malom. A gyár felszámolása után vízierőmű, fürdő, jelenleg a Kaliszi Filharmonia és pizzeria.
- Arnold Fibiger gyára, (1899), jelenleg Calisia gyár.
- Modelan gyára, 1900 körül
- Przechadzki gyára, 1824

Paloták
- Puchalski palota (1830), klasszicista
- Gnieznoi püspökök palotája

Lakóházak
- zsidó negyed
- a Fő Piactér, a Szent József és II. János Pál tér valamint a Babina, Śródmiejska, Kazimierzowska, Zamkowa Grodzka utcák épületei

Hidak
- Sándor kőhíd (II. Sándor orosz cárról elnevezve)

Régészeti emlékek
- Zawód:
  - 9-10. századbeli szláv vár maradványai
  - Szent Pál társaskáptalan alapjai
  - III. Öreg Mieszko síremlékének részei
- Vár

## Testvérvárosok
- Erfurt, Németország
- Heerhugowaard, Hollandia
- Hautmont, Franciaország
- Hamm, Németország
- Kamjanec-Pogyilszkij, Ukrajna
- Preston, Anglia
- Martin, Szlovákia
- Southampton, Anglia
- Tongeren, Belgium
- Adria, Olaszország
- La Louviere, Belgium
- Szentendre, Magyarország
- Minszk – Frunzei városrész, Fehéroroszország

## Főiskolák, egyetemek
- Państwowa Wyższa Szkoła Zawodowa im. Prezydenta Stanisława Wojciechowskiego|Państwowa Wyższa Szkoła Zawodowa im. Prezydenta Stanisława Wojciechowskiego w Kaliszu
- Uniwersytet im. Adama Mickiewicza w Poznaniu, Wydział Pedagogiczno-Artystyczny w Kaliszu
- Wyższa Szkoła Humanistyczno-Ekonomiczna w Łodzi, Wydział Zamiejscowy w Kaliszu
- Wyższa Szkoła Finansów i Informatyki im. prof. J. Chechlińskiego w Łodzi, Wydział Zamiejscowy w Kaliszu
- Akademia Ekonomiczna w Poznaniu, Ośrodek Studiów Zamiejscowych w Kaliszu
- Politechnika Poznańska, filia w Kaliszu
- Wyższe Seminarium Duchowne w Kaliszu  Archiválva 2005. november 20-i dátummal a Wayback Machine-ben
- Lokalna Akademia Informatyczna

## Külső hivatkozások
- Az önkormányzat honlapja
- Kalisz történelme
- Több, mint 300 fotó Kaliszról
- Műhold felvételek
- A város története 15 nyelven